# Локарно
Локарно (итал. Locarno, фр. Locarno) је швајцарски град на језеру Мађоре у подножју Алпа. Налази се у кантону Тичино. Седиште је истоименог округа и туристичко средиште.

## Природне одлике
Локарно се налази у крајње јужном делу Швајцарске, близу границе са Италијом, која се пружа 8 km јужно од града. Од главног града државе, Берна град је удаљен 290 км јуогисточно.
Рељеф: Локарно се налази на севеној обали познатог језера Мађоре, на око 200 m надморске висине. Град са севера окружују крајње јужни обронци Алпа.
Клима: Клима у Локарну је измењено умерено континентална. Ово је најтоплији и најосучанији део Швајцарске.
Воде: Локарно се налази на севеној обали познатог језера Мађоре. Град је познато туристичко одредиште на језеру.

## Историја
Област Локарна била је насељена још у време праисторије. Касније је област била под Старим Римом.
Од 11. до 15. века овим подручјем владају кнежеви Милана и Кома. У 15. веку град је био место сукоба овог Миланског војводства и младе Швајцарске конфедерације, да би га коначно конфедерација освојила.
Швајцарска владавина је остала до данас изузев времена Наполеона, када су италијанска подручја у оквиру Швајцарске конфедерације подведена под једну управну област, касније Кантон Тичино. После тога град се наставио развијати на свим пољима. Ово благостање града се задржало до дан-данас.
У Локарну су 1925. године склопљени Локарнски споразуми — уговори и конвенције између Немачке c једне и Уједињеног Краљевства, Француске, Белгије, Пољске и Чехословачке c друге стране. Њима се гарантују одредбе Версајског мира: границе према Немачкој, демилитаризација Рајнске области, односно јемчи се мир. Споразуме је одбацио Хитлер када је 1936. године војском запосео Рајнску област.

## Становништво
2010. године Локарно је имао око 15.000 становника. Од тога приближно 33,9% су страни држављани (махом из суседне Италије).
Језик: Швајцарски Италијани чине традиционално становништво града и италијански језик је званични у граду и кантону. Међутим, градско становништво је током протеклих неколико деценија постало веома шаролико, па се на улицама Белинцоне, поред италијанског језика (76,6%) чују бројни други језици, нарочито немачки (10,5%) и српски језик (3,1%).
Вероисповест: Месни Италијани су од давнина римокатолици. Међутим, последњих деценија у граду се знатно повећао удео других вера. Данашњи верски састав града је: римокатолици - 69,9%, протестанти - 7,4%, а потом следе атеисти (15,8%), муслимани и православци.

## Галерија
- Локарно, виђен са брда
- Главни градски трг
- Римокатоличка Црква св. Фрање Асишког
- Замак Висконтео